# The Briefs

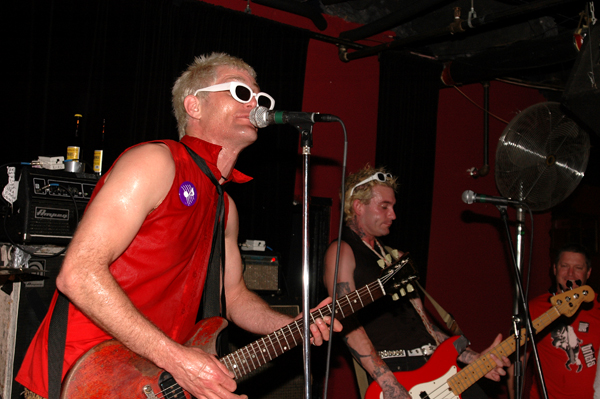
The Briefs

The Briefs son una banda de punk rock estadounidense cuyos miembros son Daniel J. Travanti (guitarra y voz), Steve E. Nix (guitarra y voz), Lance Romance (bajo y voz) y Chris Brief (batería y voz). Se formaron en 2000 en Seattle. 
Se sitúan dentro de las escenas musicales "independente" y "new wave" y cuentan con influencias como Buzzcocks, The Undertones y The Adverts. Lanzaron su primer LP, Hit After Hit, en octubre de 2000, editado por Dirtnap Records. Un sello de mayor tamaño, Interscope Records se encargó del segundo disco,  Off The Charts, grabado en 2002, pero tras esta edición, la banda ha vuelto a las discográficas independientes, con Sex Objects, en 2004 y Steal Yer Heart en 2005. Además The Briefs han publicado un notable número de singles en su corta carrera.

## Temática
Las letras de los temas de esta banda recuerdan fuertemente a los de las bandas que participaron en el surgimiento del punk, en 1977. El sencillo de Sex Objects "Orange Alert" ganó notoriedad como abierta crítica a la administración de George Bush, mientras que -al igual que sucedía con las primeras bandas punk- canciones como "Dolly Parton" tienen un carácter humorístico a través de lo absurdo.

## Discografía
- Hit After Hit (2000)
- Off The Charts (2002)
- Sex Objects (2004)
- Steal Yer Heart (2005)